# Cap de l'Estat Major de la Defensa (Regne Unit)
El Cap de l'Estat Major de la Defensa (anglès: Chief of the Defence Staff - CDS) és el cap professional de les Forces Armades del Regne Unit i el màxim conseller militar uniformat del  Secretari d'Estat per la Defensa i al Primer Ministre. La seu està al Ministeri de Defensa i treballa al constat del Sots-secretari Permanent, el principal funcionari del ministeri. El Cap de l'Estat Major de la Defensa és l'equivalent britànic al càrrec que a l'OTAN i a la Unió Europea és conegut com a Cap de l'Estat Major.
Constitucionalment, el Sobirà és el Comandant en Cap de les Forces Armades de iure. A la pràctica, però, el govern britànic exerceix de facto la Prerrogativa Reial i dirigeix les Forces Armades mitjançant el Consell de la Defensa del Ministeri de Defensa, del qual el Cap de l'Estat Major de la Defensa en forma part.
L'actual Cap de l'Estat Major de la Defensa és el General Sir David Richards, GCB CBE DSO, que substituí el Mariscal en Cap de l'Aire Sir Jock Stirrup (actualment Lord Stirrup) el 29 d'octubre de 2010. Els Caps de l'Estat Major de la Defensa són nomenats a recomanació del Secretari d'Estat per la Defensa al Primer Ministre, abans de ser aprovats per La Reina.

## Càrrecs de suport i associats
El Cap de l'Estat Major de la Defensa té un segon, el  Vicecap de l'Estat Major de la Defensa, que des de 1997 (quan el càrrec va ser degradat) té el rang equivalent, però ordinàriament pertany a un servei diferent del Cap. Actualment, però, hi ha una excepció, car ambdós pertanyen a l'Exèrcit. A més hi ha diversos Adjunts al Cap de l'Estat Major de la Defensa:
- Adjunt al Cap de l'Estat Major de la Defensa (Operacions) – que ordinàriament informa al vicecap, però que també informa directament al Cap sobre assumptes operatius
- Adjunt al Cap de l'Estat Major de la Defensa (Personal i Entrenament)
- Adjunt al Cap de l'Estat Major de la Defensa (Competència)

El Cap de l'Estat Major de la Defensa manté una relació propera amb el Sots-secretari Permanent de la Defensa, que és el principal funcionari del Ministeri de Defensa, i ambdós informen directament al  Secretari d'Estat per la Defensa. El CDS se centra en les operacions militar i l'estratègia, mentre que el Sots-secretari se centra en qüestions administratives i financeres.

## Història del càrrec
El càrrec va ser creat el 1959 per reflectir el nou concepte d'operacions conjuntes creat a la Segona Guerra Mundial. El seu primer ocupant va ser el Mariscal de la RAF Sir William Dickson. Abans de la creació del càrrec havia servir com a president del Comitè de Caps d'Estat Major des de 1956. Abans d'això, encara que no existís un càrrec permanent de president, els caps dels 3 serveis es tornaven per exercir de president a les reunions. Des de la creació del càrrec fins a mitjans de la dècada de 1970, els nomenaments pel càrrec eren mitjançant una estricta base rotatòria entre els 3 serveis. El primer trencament en la rotació va ser precipitat per la inesperada mort del Mariscal de la RAF Sir Andrew Humphrey. Durant la dècada de 1980, dos oficials navals ocuparen el càrrec durant un període combinat de 6 anys. Durant els anys més recents hi ha hagut una tendència afavoridora de l'Exèrcit sobre els altres dos.
Des de la creació del càrrec fins al 1997, el Cap de l'Estat Major de la Defensa era promogut al màxim ranc a la seva branca respectiva, esdevenint un Almirall de la Flota, un Mariscal de Camp or Mariscal de la Royal Air Force (codi de rang de l'OTAN OF-10). Però amb la reducció de personal posterior al final de la Guerra Freda a les Forces Armades, i amb el raonament addicional que no s'ha nomenat cap Mariscal de Camp nou de manera rutinària en temps de pau, des de 1997 el Cap de l'Estat Major de la Defensa només ha estat promogut al rang d'Almirall, General o Mariscal en Cap de l'Aire (rang OTAN OF-9).

## Caps de l'Estat Major de la Defensa 1959-present
| Ranc                                     | Nom                                              | Post-Nominals                      | Branca           | Data de nominació      | Temps al càrrec   | Data de la dimissió    |
| ---------------------------------------- | ------------------------------------------------ | ---------------------------------- | ---------------- | ---------------------- | ----------------- | ---------------------- |
| Mariscal de la Royal Air Force           | Sir William Dickson                              | GCB KBE DSO AFC                    | Royal Air Force  | 1 de gener de 1959     | 0 anys, 192 dies  | 12 de juliol de 1959   |
| Almirall de la Flota                     | Lluís Mountbatten, comte Mountbatten de Birmània | KG, GCB, OM, GCSI, GCIE, GCVO, DSO | Royal Navy       | 13 de juliol de 1959   | 6 anys, 2 dies    | 15 de juliol de 1965   |
| Mariscal de Camp                         | Sir Richard Hull                                 | KG GCB DSO                         | Exèrcit britànic | 16 de juliol de 1965   | 2 anys, 19 dies   | 4 d'agost de 1967      |
| Mariscal de la Royal Air Force           | Sir Charles Elworthy                             | KG GCB CBE DSO LVO DFC AFC         | Royal Air Force  | 4 d'agost de 1967      | 3 anys, 247 dies  | 8 d'abril de 1971      |
| Almirall de la Flota                     | Sir Peter Hill-Norton                            | GCB                                | Royal Navy       | 9 d'abril de 1971      | 2 anys, 195 dies  | 21 d'octubre de 1973   |
| Mariscal de Camp                         | Sir Michael Carver                               | GCB CBE DSO MC                     | Exèrcit britànic | 21 d'octubre de 1973   | 3 anys, 2 dies    | 23 d'octubre de 1976   |
| Mariscal de la Royal Air Force           | Sir Andrew Humphrey                              | GCB OBE DFC AFC                    | Royal Air Force  | 24 d'octubre de 1976   | 0 anys, 92 dies   | 24 de gener de 1977    |
| Almirall de la Flota                     | Sir Edward Ashmore                               | GCB DSC                            | Royal Navy       | 9 de febrer de 1977    | 0 anys, 202 dies  | 30 d'agost de 1977     |
| Mariscal de la Royal Air Force           | Sir Neil Cameron                                 | KT GCB CBE DSO DFC                 | Royal Air Force  | 31 d'agost de 1977     | 2 anys, 0 dies    | 31 d'agost de 1979     |
| Almirall de la Flota                     | Sir Terence Lewin                                | KG GCB LVO DSC                     | Royal Navy       | 1 de setembre de 1979  | 3 anys, 29 dies   | 30 de setembre de 1982 |
| Mariscal de Camp                         | Sir Edwin Bramall                                | KG GCB OBE MC                      | Exèrcit britànic | 1 d'octubre de 1982    | 3 anys, 30 dies   | 31 d'octubre de 1985   |
| Almirall de la Flota                     | Sir John Fieldhouse                              | GCB GBE                            | Royal Navy       | 1 de novembre de 1985  | 3 anys, 38 dies   | 9 de desembre de 1988  |
| Mariscal de la Royal Air Force           | Sir David Craig                                  | GCB OBE                            | Royal Air Force  | 9 de desembre de 1988  | 2 anys, 113 dies  | 1 d'abril de 1991      |
| Mariscal de Camp                         | Sir Richard Vincent                              | GBE KCB DSO                        | Exèrcit britànic | 2 d'abril de 1991      | 1 any, 273 dies   | 31 de desembre de 1992 |
| Mariscal de la Royal Air Force           | Sir Peter Harding                                | GCB                                | Royal Air Force  | 31 de desembre de 1992 | 1 any, 72 dies    | 13 de marc de 1994     |
| Mariscal de Camp                         | Sir Peter Inge                                   | KG GCB                             | Exèrcit britànic | 15 de març de 1994     | 3 anys, 17 dies   | 1 d'abril de 1997      |
| General (posteriorment Mariscal de Camp) | Sir Charles Guthrie                              | GCB LVO OBE                        | Exèrcit britànic | 2 d'abril de 1997      | 3 anys, 319 dies  | 15 de febrer de 2001   |
| Admiral                                  | Sir Michael Boyce                                | GCB OBE                            | Royal Navy       | 16 de febrer de 2001   | 2 anys, 75 dies   | 2 de maig de 2003      |
| General                                  | Sir Michael Walker                               | GCB CMG CBE                        | Exèrcit britànic | 2 de maig de 2003      | 2 anys, 361 dies  | 28 d'abril de 2006     |
| Mariscal en Cap de l'Aire                | Sir Jock Stirrup                                 | GCB AFC                            | Royal Air Force  | 28 d'abril de 2006     | 19 anys, 102 dies | 29 d'octubre de 2010   |
| General                                  | Sir David Richards                               | GCB CBE DSO                        | Exèrcit britànic | 29 d'octubre de 2010   | 2 anys, 262 dies  | 18 de juliol de 2013   |
| General                                  | Sir Nick Houghton                                | GCB CBE                            | Exèrcit britànic | 18 de juliol del 2013  | 2 anys, 362 dies  | 14 de juliol de 2016   |
| Mariscal en Cap de l'Aire                | Sir Stuart Peach                                 | GBE KCB ADC DL                     | Royal Air Force  | 14 de juliol de 2016   | 9 anys, 25 dies   | Actualment al càrrec   |

Cronologia:

## Noblesa
Segons el costum, aquells que han estat Cap de l'Estat Major de la Defensa reben un títol de noblesa en retirar-se, amb un escó a la Cambra dels Lords a la bancada dels pars independents no-polítics. El seu nomenament no és recomanat per la Comissió de Nomenaments de la Cambra dels Lords com és habitual, sinó que són nomenats directament per la Reina mitjançant el Primer Ministre, que elegeix un nombre limitat de funcionaris públics que es jubilen per a ser ennoblits.
El darrer Cap de l'Estat Major de la Defensa, Sir Jock Stirrup, va accedir a la Cambra dels Lords l'1 de febrer de 2010 com a Baró Stirrup de Marylebone a la Ciutat de Westminster.